# بلایرستاون، نیوجرسی
بلایرستاون (به انگلیسی: Blairstown) شهری در ایالت نیوجرسی کشور ایالات متحده آمریکا است که جمعیت آن در سرشماری سال ۲۰۱۰ میلادی، ۵٬۹۶۷ نفر بوده‌است.